# كرايغ سبينس
كرايغ سبينس (بالإنجليزية: Craig Spence)‏ هو لاعب غولف أسترالي، ولد في 17 سبتمبر 1974 في كولاك في أستراليا.

## وصلات خارجية
- كرايغ سبينس على موقع رابطة لاعبي الغولف المحترفين (الإنجليزية)
- كرايغ سبينس على موقع رابطة أوروبا للاعبي الغولف المحترفين (الإنجليزية)
- كرايغ سبينس على موقع رابطة اليابان للاعبي الغولف المحترفين (الإنجليزية)
- كرايغ سبينس على موقع التصنيف العالمي الرسمي للغولف (الإنجليزية)